# Supercoppa degli Emirati Arabi Uniti 2017
La UAE Super Cup 2017 si è disputata il 20 gennaio 2018 allo Baniyas Stadium di Abu Dhabi. La sfida ha visto contrapposte l'Al-Jazira Club, vincitore della UAE Arabian Gulf League 2016-2017, e l'Al-Wahda, vincitrice della Coppa del Presidente degli Emirati Arabi Uniti 2016-2017.

## Tabellino
| Arbitro: | Ibrahim Al Marzouqi |

|  |           |                                       |
|  | Marcatori | 21’ Mourad Batna 59’ Balázs Dzsudzsák |